# صدرالدین جوینی
صدرالدین، ابراهیم حَمّوئی جُوِینی با لقب ابوالمجامع (به‌معنای: گردآورِ نیکویی‌ها) (۱۲۴۶، جوین –۱۳۲۲م، عراق) (نسب: ابراهیم بن محمد بن مؤید بن حمویه) عالم شیعه، صوفی و محدث ایرانی و پسر سعدالدین حموی بود. برای فراگیری حدیث به عراق، شام، حجاز، تبریز، آمل، قدس، کربلا و قزوین رفت. سید محسن امین او را از اعیانِ شیعه دانسته و او را حموئی لقب داده، از روی جد بزرگش حمویه. فرائد السمطین فی فضائل المرتضی و البتول والسبطین اثر برجستهٔ اوست. شمس‌الدین ذهبی در مورد او می‌گوید: از امام، روايت کننده، حديث گوى يگانه کامل، فخر اسلام، صدر الدين ابراهيم بن محمد بن المؤيد بن حمويه الخراسانى الجوينى روايت شنيدم ( درس گرفتم )... او بسيار به روايات و به دست آوردن کتب حديثى اهميت مى‌داد، خوش صدا و خوش سيما بود و شخص با هيبت و دين دار و صالحى بود. غازان خان نزد او اسلام آورد.